# جيمس ويليام لوك
جيمس ويليام لوك هو محامي وقاضي وسياسي أمريكي، ولد في 30 أكتوبر 1837 في ويلمنغتون في الولايات المتحدة، وتوفي في 5 سبتمبر 1922. نشط حزبياً في الحزب الجمهوري. وقد انتخب عضو مجلس ولاية فلوريدا ‏.